# Hartinfarct

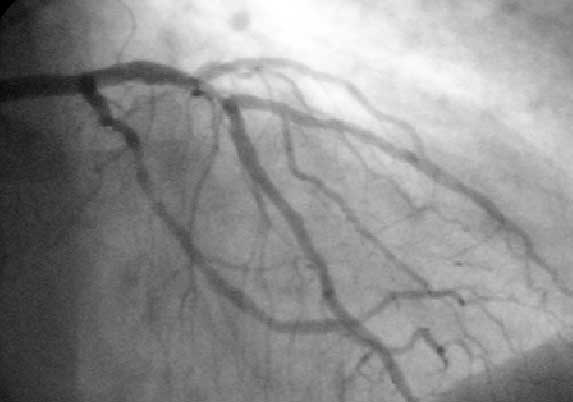
Angiogram

Een hartinfarct (medisch: myocardinfarct), in de volksmond hartaanval genoemd,  is het proces waarbij een deel van de hartspier afsterft doordat de bloedtoevoer door de kransslagaderen naar dat deel van de hartspier wordt onderbroken. Een hartinfarct kan leiden tot hartfalen, sterfte of levensbedreigende ritmestoornissen. Een hartaanval ontstaat meestal doordat zich in een kransslagader een bloedstolsel oftewel een bloedpropje vormt waardoor de toevoer van bloed, die over het algemeen daarvoor al verminderd was, nu opeens helemaal wordt onderbroken. De blokkade ontstaat meestal op de plaats van een atherosclerotische plaque.
Zeldzame oorzaken van een afsluiting van een kransvat en dus een hartinfarct zijn: een dissectie van de wand van het kransvat, embolisatie van een stolsel (trombus) vanuit de linkerhartkamer of vasculitis van een kransvat. Uit onderzoek van de Rijksuniversiteit Groningen bleek dat een hartaanval 30% vaker voorkomt in de ochtenduren, dan op basis van toevalligheden verwacht mag worden. Wel bleek uit dit onderzoek dat een hartinfarct 's ochtends vaak kleiner is, dan wanneer dit 's nachts optreedt.
In Nederland zijn in 2012 naar schatting 39.000 mensen overleden aan hart- en vaatziekten, van wie 10.000 aan ischemische hartklachten. Dat zijn hartklachten door onvoldoende bloedtoevoer naar de hartspier, veroorzaakt door een vernauwing of afsluiting van een of meer kransslagaders. Als verzamelnaam van myocardinfarct en instabiele angina pectoris wordt wel de term acuut coronair syndroom gebruikt.

## Epidemiologie
Anno 2018 was de jaarprevalentie van hartinfarcten in Nederland 20,9 op duizend mannen en 8,3 op duizend vrouwen. In Europa krijgen vrouwen gemiddeld tien jaar later een hartinfarct dan mannen: voor de overgang worden zij beschermd door de aanwezigheid van oestrogenen, wat atherosclerose tegengaat. Als zij op latere leeftijd een hartinfarct krijgen, is de kans op overlijden wel groter. Cardiologen Angela Maas en Janneke Wittekoek zijn van mening dat dit komt doordat vrouwen vaker dan mannen atypische klachten hebben en de diagnose dus vaker gemist wordt.

## Risicofactoren voor het krijgen van een hartinfarct
Erfelijkheid, aanleg en levensstijl spelen een belangrijke rol bij hartklachten. Risicofactoren voor het versneld ontwikkelen van aderverkalking respectievelijk het optreden van een hartaanval zijn: het mannelijk geslacht, een hoge leeftijd, het voorkomen van ischemische hartklachten en/of vaatlijden in de naaste familie (het gezin, eerste lijn), suikerziekte, hoge bloeddruk, een hoog cholesterolgehalte, roken, alcoholgebruik, weinig bewegen/inactiviteit, ongezond eten, overgewicht / obesitas en lichamelijke of psychische stress.

## Symptomen
Veel patiënten met een hartinfarct hebben last van een beklemmende, drukkende of benauwende pijn op de borst, die kan uitstralen naar de kaak, de armen of de rug. De pijn is hevig, vrij constant en houdt meestal lang aan, ten minste vijf minuten. Vaak zijn er zogenaamde vegetatieve verschijnselen, zoals zweten, misselijkheid en braken. De symptomen kunnen verschillen van persoon tot persoon.
Soms zijn de klachten moeilijk te herkennen, doordat geen sprake is van pijn op de borst, maar van benauwdheid, een licht gevoel in het hoofd, vermoeidheid, kortademigheid, reflux of ernstige slaapproblemen. Een dergelijke atypisch klachtenpatroon komt vaker voor bij vrouwen, oudere patiënten en patiënten met diabetes mellitus. Dertig procent van alle hartinfarcten bij vrouwen onder de zestig betreft een spontane coronaire arteriële dissectie (SCAD), een scheur in de kransslagader, die gepaard gaat met moeheid, misselijkheid en een grillig patroon van pijn tussen de schouderbladen.

## Behandeling
Het is bij een acute hartaanval van belang zo snel mogelijk professionele hulp in te schakelen, zodat deze de patiënt naar een ziekenhuis kan transporteren, waar door middel van een dotterprocedure de afsluiting van het kransvat kan worden opgeheven. Hoe sneller de afsluiting van het kransvat wordt opgeheven, hoe meer de onherstelbare schade van de hartspier kan worden beperkt. Opening van het kransvat binnen zes uur geeft nog circa 20-30% reductie van de grootte van het litteken, binnen twee uur is de reductie circa 60%.
Vroeger werd een hartinfarct behandeld door het geven van medicatie die de stolsels kunnen "oplossen"; dit wordt trombolyse genoemd. Voorbeelden van deze middelen zijn streptokinase, reteplase, alteplase en urokinase. Diverse grote internationale studies hebben echter laten zien dat een dotterprocedure bijna altijd effectiever en veiliger is, tenminste zolang een patiënt binnen anderhalf uur in een ziekenhuis is waar dotterprocedures worden uitgevoerd. In sommige dunbevolkte gebieden, bijvoorbeeld in de Verenigde Staten, kan trombolyse dus nog steeds de beste behandeling zijn.
Zelden wordt tijdens een hartaanval met spoed een bypassoperatie uitgevoerd, namelijk als de doorbloeding van het afgesloten kransvat niet door middel van een dotterbehandeling hersteld kan worden. Doordat het bij een spoedoperatie doorgaans lang duurt voordat de doorbloeding door het plaatsen van een omleiding is hersteld, zijn de resultaten van dergelijke spoedbypassoperaties doorgaans echter teleurstellend; de patiënt moet immers eerst onder narcose worden gebracht, dan moet het lichaam langzaam gekoeld worden, moet de hart-longmachine aangesloten worden, en pas daarna kan de omleiding worden geplaatst.
De soms dodelijke ritmestoornissen waarmee een hartinfarct gepaard kan gaan, treden vooral op in het begin van het infarct. Ook daarom moet de patiënt zo snel mogelijk aan een bewakingsmonitor gelegd worden.

## Complicaties

### Ventrikelfibrilleren
Iemand met een acute hartaanval die bewusteloos raakt door het uitvallen van de pompfunctie van het hart ten gevolge van een ritmestoornis (ventrikelfibrilleren), kan, als de omstanders alert reageren en op de juiste wijze hartmassage en kunstmatige beademing geven, enige minuten langer in leven gehouden worden tot het hart door defibrillatie weer kan worden opgestart. Defibrillators zijn in iedere ambulance aanwezig. Ook zijn op steeds meer plaatsen waar veel mensen bijeenkomen, zoals winkelcentra, sportclubs, stations en uiteraard ziekenhuizen Automatische externe defibrillators (AED's). Ook steeds meer politie- en brandweerauto's zijn met een AED uitgerust, omdat zij vaak sneller aanwezig kunnen zijn dan een ambulance. Wordt de circulatie niet hersteld, dan treedt de dood na circa tien minuten in; al na circa vijf minuten treedt er onomkeerbare hersenbeschadiging op.

### Hartfalen
Als de schade aan de hartspier groot is, ontstaat hartfalen. Dit kan leiden tot  chronisch hartfalen maar bij zeer ernstige beschadiging ook tot acuut overlijden.

### Kleplijden
Een achterwandinfarct kan leiden tot een mitraliskleplekkage. De mitralisklep zit met peesdraden vast aan de linkerkamer. Als de achterwand niet goed meer samentrekt, blijft het achterste klepblad achter waardoor de mitralisklep niet goed meer sluit, met lekkage tot gevolg. Daarnaast kan verwijding van een slecht knijpende linkerkamer ook verwijding van de mitralisklepring geven, waardoor ook lekkage ontstaat. Een heel ernstige mitraliskleplekkage kan ontstaan doordat de kop van de spier waarmee de peesdraden vastzitten aan de wand van de linkerkamer afscheurt door onvoldoende bloedtoevoer. Zo'n papillairspierruptuur treedt meestal op binnen twee tot zes dagen na de hartaanval. Het is een zeer ernstig klinisch beeld met een hoge sterftekans.

### Vrijewandruptuur
Het hartspierweefsel van de linkerkamer kan scheuren, waardoor bloed naar het stugge hartzakje rond het hart stroomt. Zo'n scheur treedt doorgaans op na twee tot zes dagen en ontstaat meestal op de overgang tussen afgestorven en vitaal weefsel, waarschijnlijk omdat daar de "shear stress" het hoogst is. Dit klinische beeld uit zich doorgaans doordat patiënten acuut hevige pijn op de borst krijgen, waarna ze binnen seconden tot enkele minuten sterven. De prognose is uiterst slecht, met sterftecijfers tot 90-98%.

### Ventrikelseptumruptuur
Een scheur kan ook ontstaan in het spierweefselschot tussen de rechter- en de linkerkamer. Dit leidt doorgaans tot plotse daling van de bloeddruk, een hogere hartslag en tekenen van acuut rechtszijdig hartfalen (een verhoogde centraal-veneuze druk) en oedemen, en heeft ook een slechte prognose. Soms kan een spoedoperatie nog baten; dan is de prognose iets gunstiger, maar het sterftecijfer ligt ook rond 70-80%.

### Dresslersyndroom
Een grote hartaanval kan leiden tot een ontsteking van het hartzakje, een (steriele) pericarditis. Naast pijnklachten en koorts kan dit ook leiden tot vocht in het hartzakje, waardoor de pompfunctie van het hart belemmerd wordt en zelden zelfs een harttamponnade kan optreden. Deze aandoening, het Dresslersyndroom, gaat doorgaans vanzelf over, maar kan ook hardnekkig zijn, waarbij steeds opnieuw vocht rond het hart ontstaat dat door middel van een punctie of door middel van een operatie moet worden verwijderd. Een goede behandeling is er niet, maar doorgaans worden wel ontstekingsremmers zoals NSAID's en prednison gegeven met enig resultaat.